# Moria (jeu vidéo)
Pour les articles homonymes, voir Moria.
Moria est un jeu vidéo de type roguelike développé par Robert Alan Koeneke en 1983. Il s’inspire pour cela de Colossal Cave Adventure (1975) et de Rogue (1980) dont il transpose le système de jeu dans la ville souterraine de la Moria décrite dans le Seigneur des anneaux de J. R. R. Tolkien. Le but de ce jeu est d'atteindre les profondeurs de la Moria et de tuer le Balrog.

## Système de jeu
Moria commence avec la création d'un personnage. Le joueur choisit d'abord une « race » parmi les suivantes : Human, Half-Elf, Elf, Halfling, Gnome, Dwarf, Half-Orc et Half-Troll (soit humain, demi-elfe, elfe, halfelin, gnome, nain, demi-orque, orque et demi-troll). Cette sélection détermine des statistiques de base et les classes disponibles. Le joueur choisit ensuite une classe parmi les suivantes : Warrior, Mage, Priest, Rogue, Ranger et Paladin (soit guerrier, mage, prêtre, voleur, rôdeur et paladin). Cette classe détermine d'autres statistiques avancées, et les capacités que le joueur peut faire évoluer durant la partie. Les mages, rôdeurs et voleurs peuvent apprendre la magie, et les prêtres et paladins peuvent apprendre des prières. Les guerriers ne possèdent pas de capacité supplémentaire.
Le joueur commence la partie avec un nombre limité d'objets dans un niveau représentant une ville disposant de six échoppes : un magasin général, une armurerie, un forgeron d'armes, un temple, une boutique d'alchimie et une boutique de magie. Un escalier descend de ce niveau vers une série de labyrinthes souterrains générés aléatoirement. Les niveaux les plus profonds contiennent des monstres plus puissants et de meilleures récompenses. Chaque fois que le joueur monte ou descend un escalier, un nouveau niveau est créé et le précédent est supprimé, seul le niveau de la ville est persistant dans le jeu.
Comme dans la plupart des rogue-likes, il est impossible de charger une sauvegarde si le personnage meurt, le jeu ne sauvegardant que lorsqu'il est quitté, empêchant toute stratégie à base de recharges fréquentes.
Le balrog, représenté dans le jeu par un B majuscule, se trouve aux plus profonds niveaux du labyrinthe. Une fois qu'il a été tué, la partie est gagnée et le joueur ne peut plus sauvegarder sa partie.

## Développement
Moria est développé par Robert Alan Koeneke alors qu’il étudie à l’université d'Oklahoma. Il s’inspire pour cela de Colossal Cave Adventure (1975) et de Rogue (1980). N’ayant pas accès au code source de ce dernier, il commence à programmer sur un ordinateur VAX-11/780 une nouvelle version du jeu en s’inspirant de la ville souterraine de la Moria décrite dans le Seigneur des anneaux de J. R. R. Tolkien. Un peu comme dans ce dernier, le joueur a ainsi pour objectif d’explorer les profondeurs de la Moria et de vaincre le Balrog lors d’une bataille finale. Comme dans son modèle, les niveaux souterrains du jeu sont générés de manière procédurale. A la surface, Robert Alan Koeneke créé en revanche un niveau prédéfini représentant une ville dans laquelle le joueur peut acheter et vendre des équipements. L’utilisation du Pascal et de structure de données lui permettent par ailleurs de créer un bestiaire plus varié que dans le jeu original. Robert Alan Koeneke est assisté par plusieurs testeurs ainsi que par un autre étudiant, Jimmey Wayne Todd, qui l’aide notamment à programmer un système de génération de personnage plus complexe.

## Postérité

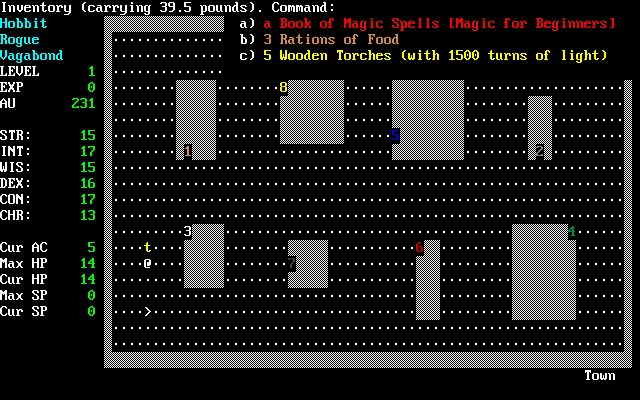
La ville de départ dans Angband (1990).

Moria fait l’objet de plusieurs adaptations. UMoria (pour UNIX Moria) est par exemple une variante très proche de l’originale programmé par Jim E. Wilson afin de faciliter l’adaptation du jeu sur d’autres plateformes et d’en corriger certains bugs. La variante la plus populaire est sans doute Angband (1990) qui est développé par Alex Cutler et Andy Astrand alors qu’ils étudient à l’université de Warwick. En s’appuyant sur le code source de UMoria, ils transposent le jeu dans la forteresse de Angband décrite dans le Seigneur des anneaux et ajoutent de nouveaux niveaux et de nouvelles créatures inspirées du bestiaire du roman. Ils conservent le Balrog, qui devient un boss de niveau intermédiaire, et Morgoth devient le boss final que le joueur doit vaincre pour terminer le jeu. Lorsqu’Alex Cutler et Andy Astrand obtiennent leurs diplômes, le développement du jeu est repris par Sean March et Geoff Hill qui y ajoutent de nouveaux éléments et commence à le distribuer en dehors de l’université via le système Usenet. Une fois le jeu diffusé à un plus large public, de nouvelles équipes de développeurs continuent de l’améliorer en corrigeant des bugs, en nettoyant son code source et en implémentant de nouvelles fonctionnalités. Les changements fréquents de développeurs et les nombreuses suggestions d’amélioration conduisent à la création d’une soixantaine de variantes du jeu dont environ une demi-douzaine sont encore en développement,. L’une des plus connu est ZAngband (1994) (pour Zelazny Angband) qui transpose le jeu dans l’univers du cycle des Princes d'Ambre de Roger Zelazny. Le code source de celle-ci est ensuite utilisé pour créer Troubles of Middle Earth (2002) qui transpose le jeu dans un univers original avant de devenir Tales of Maj'Eyal (2009). La version originale de Angband continue néanmoins d’être développée.
Moria, ou son dérivé Angband, a également influencé la conception du jeu Diablo de Blizzard Entertainment, selon ses concepteurs.